# 松平賴儀
松平賴儀（日语：／ Matsudaira Yorizane，1775年12月4日—1829年9月22日），日本江戶時代中期至後期大名，讚岐高松藩第八代藩主。

## 生涯
松平賴儀是第六代藩主松平賴真的獨子，後為叔父第七代藩主賴起的養子，寬政四年（1792年）繼承高松藩藩主之位。「讚岐二白」——製鹽及製糖業在他的善政下開始發展。文政四年（1821年）讓位給婿養子賴恕及隱居，文政十二年（1829年）去世。